# Samuel Petri Brask
Samuel Petri Brask, född 22 maj 1613 i Veta församling, Östergötland, död 12 juni 1668 i Klara församling, Stockholm, var en svensk präst och dramatisk författare.

## Biografi
Samuel Brask föddes 1635 i Veta församling. Han var son till kyrkoherden Petrus Johannis och Elisabet (Elsa) Larsdotter Brask i Västra Ny församling. Brask blev student 1630 vid Uppsala universitet och 1641 vid Leydens universitet. Han blev filosofie magister under sina resor 1641–1644. Brask blev 6 augusti 1644 lektor i Katedralskolan i Linköping och utnämndes till 1648 kyrkoherde i Ekeby församling. Han prästvigdes 5 maj 1649 och tillträdde kyrkoherdetjänsten samma datum. Han var preses vid prästmötet 1653 och blev 1654 hovpredikant hos kung Karl X Gustav. Han var riksdagsman vid riksdagen 1654, riksdagen i Göteborg 1660 och riksdagen i Stockholm 1660. Han utnämndes 28 juli 1663 till kyrkoherde i Klara församling i Stockholm och tillträdde direkt. Brask avled 1668 i Stockholm.

### Familj
Brask gifte sig 13 oktober 1644 i Högsby församling med Elin Walleria (1597–1647), som var dotter till kyrkoherden Erik Larsson Wallerius och Catharina Ungius i Vimmerby samt var änka efter landskamreraren Simon Andersson Löfgren (1588–1637) i Linköping och latinlektor Daniel Kylander (1611–1641) i Linköping. Brask gifte sig andra gången 10 september 1648 med Anna Pedersdotter. De fick tillsammans sonen Petrus Brask och tre döttrar.

### Författarskap
Han införde vid Linköpings gymnasium den för dåtiden inte ovanliga seden att låta eleverna uppföra historiska dramer, som han själv författade.

### Återutgivningar
- Samlade vitterhetsarbeten af svenska författare från Stjernhjelm till Dalin. 22, Samuel Petri Brask, Magnus Stenbock, Jacob Fabricius. Upsala: Hanselli. 1878. sid. V-VI, 1-306. Libris 600783. https://runeberg.org/svsf/22/0003.html
- Svenska texter. 4, Den förlorade sonen : comoedia uppförd vid S:t Persmarknaden i Linköping den 29 juni 1645 /  med förklaringar utgiven av Elias Wessén. Stockholm: Svenska bokförlaget/Norstedt. 1959. Libris 30223